# Ptyobathra hanhamella
Ptyobathra hanhamella är en fjärilsart som beskrevs av Dyar 1904. Ptyobathra hanhamella ingår i släktet Ptyobathra och familjen mott. Inga underarter finns listade i Catalogue of Life.